# Kotra
A Kotra (beloruszul: Котра; litvánul: Katra) egy 109 kilométer hosszú folyó Fehéroroszországban és Litvániában, a Nyeman egyik mellékfolyója. 
A Kotra 24 kilométer hosszan a fehérorosz-litván határ mentén folyik, a fennmaradó 85 kilométert pedig Fehéroroszországon keresztül teszi meg. Ezután a Čepkeliai-mocsár déli határán folyik, amely természetvédelmi terület. A vízgyűjtő medencék és a talajvízszint változásával a szukcesszió miatt mintegy 20 négyzetkilométernyi nyílt mocsarat nőttek be a fák. A Kotra és a környező mocsarak nemzetközi jelentőségű vizes élőhelyeket alkotnak: a Kotra Ramsari területet és Čepkeliai Ramsari terület. A Varėnai járási önkormányzat a Kotra természetes környezetének védelme érdekében 1,085 négyzetkilométeres víztározót hozott létre. A folyó különlegességét az adja, hogy egyike a világ kevés természetes bifurkációjának, mivel a Pelesa folyó kettéválásakor létrejövő Ūla a Merkys felé folyik, míg párja, a Kotra Nyeman felé tart.

## A név eredete
A Katra/Kotra név eredete rendkívül homályos. Aleksandras Vanagas rekonstruált egy nagyon kétes proto-indoeurópai *kataro- gyököt („árok, patak, patak”, mint az olasz Catarona folyó vagy a liburniai Καταρβάτης folyó), amelyből a folyó neve származik. Simas Karaliūnas a litván katãryti/katãlyti (az orosz: колотить, колотать) »verni, korbácsolni« szláv kölcsönzést javasolta a név lehetséges forrásaként. Edward Bogusławski a Kotra nevet finnugor névként mutatta be (további kifejtés nélkül); Rimvydas Kunskas a finnt javasolta: *kaatarha »elárasztani (kaataa) egy hátsó kertet (tarha)«). Šarūnas Šimkus elmélete alapján a név a litván: katrà, katarà, orosz: котора(я), ukrán: котра »amely [mindkettőből]« (fem.) névszóból származhat, utalva e folyó igen kusza felső folyására.

## Földrajza

### Bifurkáció
A Kotra és a Ūla kezdetben egy folyót alkot, amelyet Pelesa néven ismert, és amely Fehéroroszországban ered és északnyugati irányban folyik. A fehérorosz-litván határ után, Paramėlis és Kazliškės falvak között, Varėnától mintegy 22 kilométerre délkeletre két önálló folyóra ágazik szét: a Kotra, a Nyeman mellékfolyója, és az Ūla, a Merkys mellékfolyója lesz. A kettéválás a 19. század második felében történt, amikor a Ūla a meder eróziója miatt átlépte a saját és a Kotra vízgyűjtője közötti vízválasztót. Ennek eredményeként az Ūla mintegy 410 négyzetkilométerrel megnagyobbította a vízgyűjtő területét, a Kotra pedig elvesztette két mellékfolyóját. Ezek a folyamatok a talajvízszint csökkenését és több tó szinte teljes eltűnését is okozták a térségben.

### Hidrológia
A folyó átlagos esése 25 cm/km a folyó felső és középső szakaszán, valamint 22 cm/km a folyó alsó szakaszán. Átlagos vízhozam a torkolattól 22 km-re: maximális 278 m³/s, átlagos 11,4 m³/s, minimális nyári 2,15 m³/s, minimális téli 1,82 m³/s.  A folyó azonosító kódja: LT/10010170.
Tavasszal a folyóba ömlő mocsárvíz eláraszt egy sekély mocsaras völgyet, amely helyenként a Čepkeliai mocsármral van összeköttetésben. Nyáron a mocsarakból kiáramló víz mennyisége csökken, és a Katra visszahúzódik saját csatornájába, száraz nyáron pedig teljesen visszahúzódik.

## Fordítás
- Ez a szócikk részben vagy egészben  a   Kotra (river) című angol Wikipédia-szócikk ezen változatának fordításán alapul.  Az eredeti cikk szerkesztőit annak laptörténete sorolja fel. Ez a jelzés csupán a megfogalmazás eredetét és a szerzői jogokat jelzi, nem szolgál a cikkben szereplő információk forrásmegjelöléseként.